# Final Fantasy: Wojna dusz
Final Fantasy: Wojna dusz (ang. Final Fantasy: The Spirits Within; jap. ファイナルファンタジー, Fainaru fantajii) – film science-fiction wyreżyserowany przez Hironobu Sakaguchiego, twórcę serii gier jRPG Final Fantasy. Film został wydany 13 lipca 2001 roku w Stanach Zjednoczonych.

## Fabuła
Jest rok 2065, Ziemia jest opanowana przez Fantomy: obce formy życia, zdolne uśmiercać ludzi poprzez fizyczny kontakt. Ocalali ludzie na całym świecie żyją w „miastach-kopułach”, zaangażowani są w nieustanne walki mające na celu oswobodzenie planety. Doktor Aki Ross, wskutek zainfekowania przez Fantom podczas jednego z jej eksperymentów, odkrywa wraz z jej mentorem, doktorem Sidem, sposób na pokonanie Fantomów. Należy zgromadzić wzorce ośmiu Duchów, a połączenie ich ze sobą jest w stanie unieszkodliwić Fantomy.

## Obsada
- Ming-Na jako doktor Aki Ross
- Alec Baldwin jako Gray Edwards
- James Woods jako generał Douglas Hein
- Donald Sutherland jako doktor Sid
- Ving Rhames jako Ryan Whittaker
- Steve Buscemi jako Neil Fleming
- Peri Gilpin jako Jane Proudfoot
- Matt McKenzie jako major Elliot